# Ludwig Kleeberg
Ludwig Siegfried Kleeberg (* 19. Mai 1890 in Hofgeismar; † 21. September 1964 in New York City) war ein deutscher Mediziner und Dermatologe sowie wissenschaftlicher Hilfsarbeiter und Forscher am Robert-Koch-Institut (RKI). Nach der Machtübernahme der Nationalsozialisten zog er am 1. April 1933 mit seiner Frau und den beiden Söhnen ins niederländische Hilversum und kam damit seiner Entlassung am RKI zuvor.

## Familie
Kleeberg stammte aus einer jüdischen Familie. Seine Eltern waren Hermann Kleeberg (1852–1910) und Paula (Pauline) Kleeberg, geb. Kuhn (1865–1914). Er hatte eine jüngere Schwester, Anna Sara Kleeberg (1893–1957).
1924 heiratete Kleeberg Marta (Martha) Sundheimer (1900–1985). Das Ehepaar hatte zwei Söhne, Hans (1925–1933) und Fritz (Fred) Kleeberg (1927–1992).

## Leben bis zur Machtübernahme durch die Nazis
Kleeberg erhielt seine Schulausbildung zunächst am Progymnasium in Hofgeismar und anschließend am Königlichen Friedrichsgymnasium in Kassel, wo er 1909 sein Abitur ablegte. Danach nahm er ein Medizinstudium an den Universitäten in München und Freiburg im Breisgau auf und bestand Ende Januar 1911 in Freiburg die ärztliche Vorprüfung. Im Anschluss daran unterbrach er sein Studium für ein halbes Jahr, um als Einjährig-Freiwilliger im 1. Kurhessischen Feld-Artillerieregiment 11 der 22. Division in Kassel zu dienen. Danach belegte er seine klinischen Semester in Berlin, Kiel und Heidelberg, wo er im August 1914 die ärztliche Prüfung bestand und seine Approbation als Arzt erhielt.
Während des Ersten Weltkriegs wurde Kleeberg zum Sanitätsdienst bestellt. In dieser Zeit promovierte er 1917 mit einer an der Universität Jena vorgelegten Dissertation über den Fall von Uterusruptur nach Pituitrin.
Nach dem Krieg erhielt Kleeberg seine Fachausbildung im Fach Dermatologie bei den Medizinern Felix Pinkus in Berlin und Josef Jadassohn in Breslau. Zusammen mit Pinkus arbeitete er ab 1923 in einer dermatologischen Gemeinschaftspraxis in Berlin. Gleichzeitig war er in verschiedenen Einrichtungen tätig und veröffentlichte Forschungsarbeiten über Haut- und Geschlechtskrankheiten. Ab März 1931 war Kleeberg neben seiner Praxistätigkeit in der Chemotherapeutischen Abteilung des Robert-Koch-Instituts tätig. Dort beschäftigte er sich während der folgenden zwei Jahre als freiwilliger wissenschaftlicher Hilfsarbeiter an Untersuchungen und Forschungen über das Lymphogranuloma, eine Geschlechtskrankheit, die durch das Bakterium Chlamydia trachomatis ausgelöst wird.

## Beruf und Leben ab 1933
Nach der Machtübernahme durch die Nationalsozialisten im Frühjahr 1933 riet ihm Willi Sundheimer, ein Schwager Kleebergs, der bereits nach England emigriert war,  ebenfalls Deutschland zu verlassen. Daraufhin zog Kleeberg am 1. April 1933 mit seiner Frau und seinen beiden Söhnen ins niederländische Hilversum und kam so seiner sicheren Entlassung beim RKI zuvor. Noch im selben Jahr starb sein ältester Sohn und kurz darauf siedelte die Familie nach London über. Nachdem Kleeberg die notwendigen Examina in Edinburgh und Glasgow nachgeholt hatte, wurde er in die Liste der dermatologischen Konsultanten aufgenommen. Von 1936 bis 1940 führte er in London als niedergelassener Arzt eine Praxis für Haut- und Geschlechtskrankheiten.
Nach Kriegsausbruch floh die Familie 1940 für ein Jahr zunächst nach Mexiko. Während dieses Aufenthalts entstanden sehr enge Kontakte zu Fernando Latapi, einem mexikanischen Dermatologen sowie Gründer der mexikanischen Gesellschaft für Dermatologie und einer Schule zur Behandlung von Lepra, von dessen Arbeitsgebiet Kleeberg beeindruckt war. Im Jahr 1941 konnte Kleeberg mit Ehefrau und Sohn in die Vereinigten Staaten von Amerika einreisen, wo er sich in New York City wiederum als Dermatologe niederließ. Darüber hinaus erhielt er an der „NYU Grossman School of Medicine“ eine Stelle als Dozent und Wissenschaftler sowie ab 1958 als Assistant Clinical Professor.
Ludwig Siegfried Kleeberg starb am 21. September 1964 in New York.

## Mitgliedschaften
- Royal Society of Medicine in London[1]
- Medical Society for the Study of Venereal Diseases (MSSVD)[1]
- Medical Society of the State of New York[1]
- Rudolf Virchow Medical Society (New York, NY)[1]

## Schriften (Auswahl)
- Uterusruptur nach Pituitrin, Dissertation, 1917, (Quelle: Universitätsarchiv Jena, Bestand I, Nr. 303, Bl. 10)[2]
- Syphilis der Muskeln, in: Fachbuch für Ärzte, Band IX, Die Syphilis – Kurzes Lehrbuch der gesamten Syphilis mit besonderer Berücksichtigung der inneren Organe,  Julius Springer Verlag, Berlin, 1923, Seiten 252–256, ISBN 978-3-7091-9631-1[1]
- Toxicodermin, in: Josef Jadssohn, Handbuch der Haut- und Geschlechtskrankheiten, Band 7, Erster Teil I, Im Auftrag der Deutschen Dermatologischen Gesellschaft, Herausgegeben gemeinsam mit G. Arndt, B. Bloch, A. Buschke, E. Finger, E. Hoffmann, C. Kreibich, F. Pinkus, O. Riehl, L. v. Zumbusch Verlag Julius Springer, Berlin, 1928[1]
- Beitrag zur Kenntnis des Lymphogranuloma inguinale, zusammen mit Ludwig Loewenstein, Deutsche Medizinische Wochenschrift Nr. 43,  1930,  Seite 1824[1]